# Ержабек, Франц Венцеслав
Франц Венцеслав Ержабек (чеш. Franz Věnceslav Jeřábek; 26 января 1836 — 31 января 1893) — чешский драматург.
В «Народной Библиотеке» изданы его «Dramatické spisy», из которых особенно выделяются трагедии «Služebnik svého pána» и «Syn človĕka». Ценится также его обширный труд по истории литературы: «Starà doba romantického basnictvi» (1883), который создал Ержабеку много врагов суровыми отзывами о некоторых популярных сочинениях.

## Биография
Он родился в бедной, но уважаемой семье. В десять лет отец Вацлав Журебек отправил его в гимназию в Хомутова, где его дядя Франтишек Ролекчек преподавал немецкий язык. Оттуда перевелся в млада-Болеславе (1849-51), год провел в пражской академической гимназии и среднюю школу окончил в 1854 году в Ичине. Он окончил теологию в Литомержице и философии в Университете Карло-Фердинанда в Праге.
В 1863 году стал учителем, читал лекции и три года спустя профессором в муниципальном реальной гимназии.
В 1872-86 годах преподавал чешский язык, историю и эстетику в Высшей школе для девочек в Праге. В 1879 году он получил степень доктора философии.
Помимо учебы и учительских обязанностей, он работал в редакции нескольких газет в 1857-77 годах, вносил стихи в журналы и участвовал в общественной жизни. В течение 1861-1867 лет он работал редактором журнала National Sheets, в котором он работал с самого начала (первое число вышло 1. январь 1861), то с 1867 года он был редактором листа прогресса.
В 1870 году он был избран в Соботце в чешском земном собрании. Там он защищал государственные и языковые права чешского народа. В 1870-1871 и 1878-1889 годах был депутатом земного собрания.
В первых прямых выборах в Императорской совета 1873 года он получил мандат в совете Рейха (общенациональный законодательный орган), где представлял курия сельских общин, округ Млада Болеслав, Нимбурк, Новосибирск, Мнихово Градиште и др. В соответствии с тогдашней чешской оппозиционной политикой пассивного сопротивления, но мандат nepřevzal и в палату не появился, тем самым его мандат, несмотря на повторные выборы, объявляется несуществующей.
В 1879 году Эдуард Таффе, тогда представитель консервативного лагерь, инициировал переговоры с чешской оппозиции (либеральной и он), на конце которых был чешский вход на Рейх совет, начиная от активной политики и переход Чехов. На выборах в Имперский совет в 1879 году журавль был избран курией сельских общин, округ Млада Болеслав, Нимбурк и т. д. Теперь мандат взял на себя. Отставка на председательстве депутата была объявлена на заседании 4 декабрь 1884. После выборов в 1879 году в Императорской совете присоединился к Чешскому клубу.
10 июня 1866 года женился на Луисе Шолцовой из субботы. Совершил несколько поездок за границу – в Италию (1869 и 1873), России (санкт-Петербург и Москва 1872 г.) и в Германии (1877). 
Литературно сформировался примерно до 1884 года, когда он молчал в ответ на резкую и, по его мнению, несправедливую критику. Затем он провел некоторое время в Швейцарии. В 1886 году он серьезно заболел и отказался от должности профессора по медицинским показаниям. 30 июля 1890 года он был избран членом IV. классы Чешской академии. Он умер в Страстную пятницу 31 марта 1893 года. Похоронен 2 апреля на Вышеградском кладбище.

## Произведения
Ержабек был известен прежде всего как драматург, а также как лирический поэт. Наградами также была его деятельность журналистской и его обширные знания применялись при написании литературно-исторического исследования. Он также опубликовал под псевдонимами Иосиф Сумак и Милослав Тоужимский.

### Театр
- Отец и сын - первая драматическая попытка; никогда не упоминалось, и автор рукопись позже уничтожена
- Хана (1857, Премьера 2 февраль 1859) - первая публичная работа; не очень удачная, хотя и здесь его талант уже проявился
- Сватоплук – 1859) - историческая драма; получил 2 приз в конкурсе Фердинанда наперсток
- Veselohra (1860 премьера 1862 позже слегка изменен)
- Общественное мнение (1866) - воспользовался здесь журналистским опытом; получил премию Наперсткову
- Здесь запрещен ребро (1870) – сатира, в которой он показывает, что гордость подражателей часто превосходит художественную оригинальность
- Слуга своего Господа (Премьера 22 ноябрь 1870) - первая чешская социальная драма, написанная по мотивам романа из маленького мира от Перфегла Моравского. Он отпраздновал мгновенный успех и стал одной из самых популярных и высоко оцененных крановых игр. Центральная тема-спор между гениальным, но заядлым изобретателем Будилем и практическим, безжалостным промышленником Дорненкроном. Всестороннюю критику этой работы принес Иосиф Дурдик в Мировоззоре; хвалит художественной правдивостью и психологической утонченности обоих главных персонажей, критикует schematičnost у других (например, továrníkova жена) и доказывает, что в основе произведения – от замысла автора – не описание или даже решения рабочих вопросов, но конфликт двух реалистичной.
- Три времена чешской страны в Комарове-фарша, критика маломештацкого шошосания и Ялового крика под неправильно понятыми паролями
- Сын Человеческий (1878) - историческая драма времен Марии Терезии, задуманная как предостережение от прусской экспансии и жадности. В нем подчеркивается патриотизм чешской знати, которая выступала в защиту страны от агрессоров и предателей (представленных еврейским эмигрантом Абрахамом). В свое время работа была очень популярна и ценится, подобно слуге своего хозяина.
- Зависть  - историческая драма времен Иржи Подебрада, представляющая несовершеннолетнего Ладислава Погробка. Тема предательства и казни Яна Смирицкого. Работа была высоко оценена, несмотря на некоторые недостатки, но не выиграла приз в конкурсе, перечисленном пражским городским советом. Кран подвел этот результат и внес значительный вклад в то, что больше никакой драмы он не писал.
- Магдалена - рукопись театральной пьесы.

### Поэзия
Лирические стихи он писал с пятнадцати лет примерно до 1865 года. В 1852 году, будучи студентом пражской гимназии,писал вместе с Витезставом Галкем(чеш. Vítězslavem Hálkem) в журнале Varito; эта деятельность вызвала возмущение педагогов и привело к тому, что исследование пришлось завершить в Ичине. Большинство стихотворений разбросаны по журналам: Люмир, образы жизни, Семейная хроника и букет альманах. Автор оценил их в три группы:
- Со времен юности
- На юг и с юга
- О сиянии жизни

Известными были его стихи моя нация (1853), художники, мечта девушки, Тайная месть. Он также переводил, например, с русского (Федор Иванович Тютчев), немецкий (Николаус Ленау, Хартманн) и итальянский (Гроссио).

### Журналистика
Он работал последовательно в редакциях следующих периодических изданий:
- Пражская газета (1857-1861)
- Национальные листья (1861-1867)
- Национальный прогресс, позже переименован в прогресс (1867-1877).

Он был журналистом с обширными знаниями истории и здравым смыслом во внутренних вопросах и зарубежных событиях, особенно из славянских стран.

### Научная деятельность
В 1883 он пытался получи́ть зва́ние кандида́та нау́к в университетский профессор. При этом ему должно было помочь обширное исследование древней романтической поэтики, в которой он описывал и сравнивал предромантическую и романтическую литературу разных народов Европы. В начале староромантического времени он считал 12 века. По сравнению с аналогичными зарубежными произведениями он посвятил достаточно места славянским литературам-чешским, польским и дубровницким. Файл был дополнен образцами работ и переводами Ж. В. Пивоваров, Врхлицкого и своих. Работа, предназначенная как для профессиональной, так и для широкой общественности, имела признание, но также вызвала несогласие научного сообщества, и Кранбек не получил степень профессора. Даже это разочарование привело к тому, что он больше не работал в других подобных работах и вскоре закончил литературную деятельность.